# Caurinella idahoensis
Caurinella idahoensis är en dagsländeart som beskrevs av Allen 1984. Caurinella idahoensis ingår i släktet Caurinella och familjen mossdagsländor. Inga underarter finns listade i Catalogue of Life.